# Pasilly
Pasilly är en kommun i departementet Yonne i regionen Bourgogne-Franche-Comté i norra Frankrike. Kommunen ligger i kantonen Noyers som tillhör arrondissementet Avallon. År 2022 hade Pasilly 50 invånare.

## Befolkningsutveckling
Antalet invånare i kommunen Pasilly
| Referens: INSEE |